# الاتحاد المصري لكرة اليد
الاتحاد المصري لكرة اليد (بالإنجليزية: Egyptian Handball Federation)‏ اختصارًا: (بالإنجليزية: EHF)‏؛ هو الهيئة المسئولة عن كرة اليد وكرة اليد الشاطئية في مصر. تأسس الاتحاد المصري لكرة اليد في عام 1957، وانضم إلى الاتحاد الدولي لكرة اليد في عام 1960 وإلى الاتحاد الافريقي لكرة اليد في عام 1973 وتابع للجنة الأولمبية المصرية، ويقع مقره في القاهرة.

## المنتخبات
- المنتخب الأول للرجال.
- المنتخب الأول للسيدات.
- منتخب الشباب مواليد 1998.
- منتخب الناشئين مواليد 2000.
- منتخب الناشئين مواليد 2002.
- منتخب الشابات مواليد 1998.
- منتخب الناشئات مواليد 2000.
- منتخب الناشئات مواليد 2002.
- منتخب الناشئات مواليد ،2004.
- منتخب كرة اليد الشاطئية.

## الدوريات
- دوري المحترفين لكرة اليد.
- الدوري الممتاز لكرة اليد .
- دوري عمومي السيدات (أ).
- دوري عمومي السيدات (ب).
- دوري الدرجة الأولى.
- كأس مصر لكرة اليد

## وصلات خارجية
- الموقع الرسمي للاتحاد المصري لكرة اليد